# Вагони-пам'ятники
Вагони-пам'ятники (музеї на колесах).
У багатьох країнах встановлено чимало паровозів‐пам'ятників. А ось вагонів‐пам'ятників — значно менше.

## «Вагон Фоша»
«Вагон Фоша» — залізничний вагон, у якому 11 листопада 1918 було підписане Комп'єнське перемир'я.
Більшість положень перемир'я було розвинуто у Версальському мирному договорі 1919. Згідно з ним німці поза виплатою контрибуцій та територіальними втратами позбавлялися права на утримування армії, виробництво важкого озброєння, засобів військової авіації тощо. Причому генерал Фердинанд Фош — командувач союзними військами — організував підписання принизливого для Німеччини перемир'я у вагончику, який згодом поставили як пам'ятник в Комп'єнському лісі.
А в 1940 — під час Другої світової війни, коли Німеччина підкорила Францію, Гітлер наполіг, щоб акт її капітуляції був підписаний у цьому ж вагончику, щоб таким чином була змита ганьба німців. Згодом цей вагончик було перевезено до Берліна — і там його встановили як пам'ятник. Але наприкінці квітня 1945 за падіння Берліна німці його підірвали. Проте французи цей вагончик вирішили відреставрувати.
Роботи виконували німецькі військовополонені. Вагончик знову відправили у Францію і встановили в Комп'єнському лісі на тому ж місці, де він стояв раніше.

## Репетиція незалежності

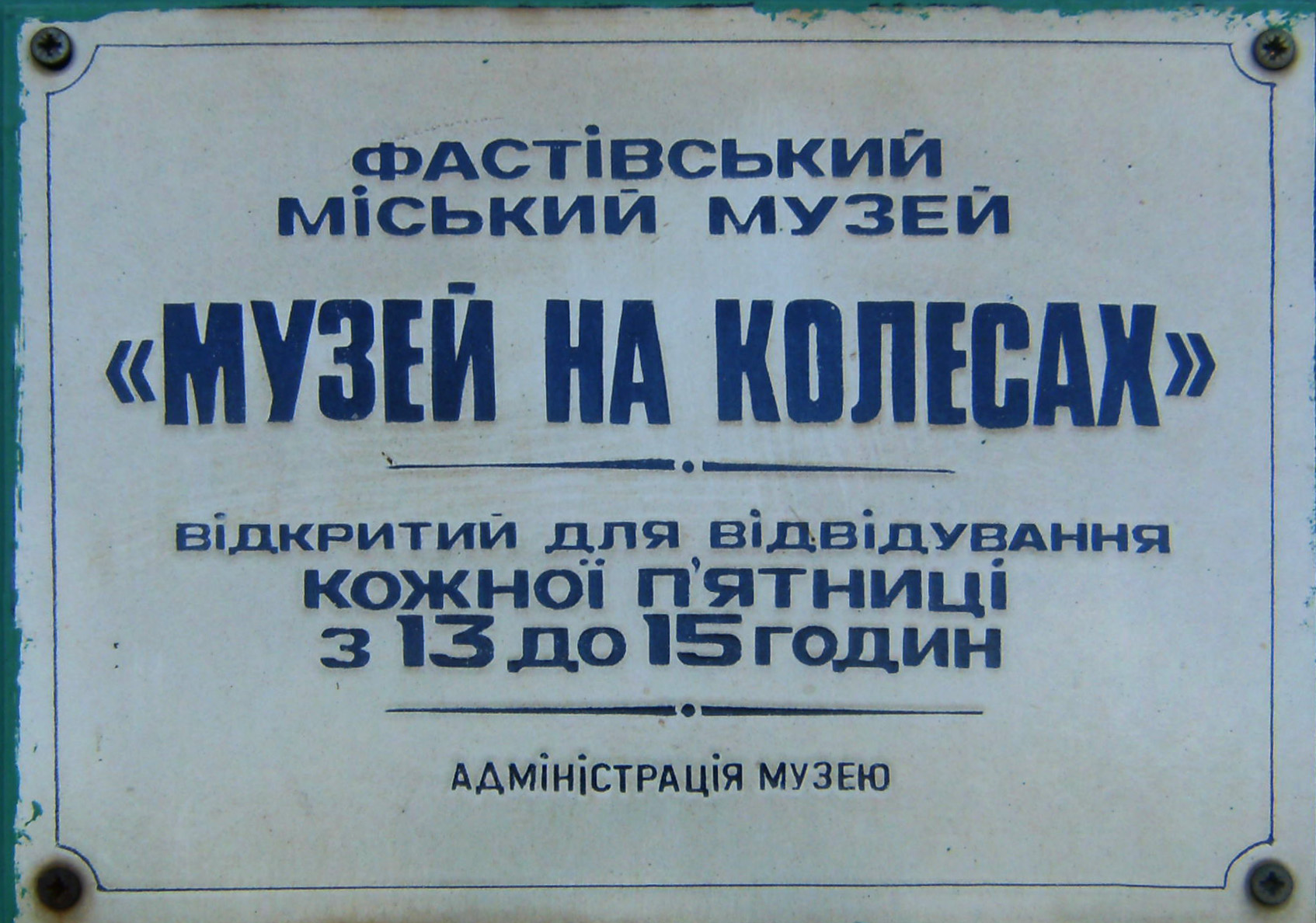
Табличка «Музею на колесах»

Вагон-пам'ятник на станції Фастів (Південно-Західна залізниця) -
встановлений на початку 2000-х років між коліями, що ведуть на Козятин та Білу Церкву, встановлено вагончик, як пам'ятник, присвячений визначній події в Україні.
У грудні 1918 р. німці й австрійці, котрі підтримували владу гетьмана П.Скоропадського, покинули наші землі. Й тоді колишній військовий міністр Центральної Ради Симон Петлюра оголосив про відновлення Української Народної Республіки (УНР) і створив свій уряд — Директорію.
Так ось саме на станції Фастів на шляху до Києва у грудні 1918 р. зупинявся поїзд, де політичні діячі підписали попередній текст
Договору про об'єднання Української Народної Республіки та Західноукраїнської Народної Республіки (ЗУНР). Але він тоді
ще не був легітимний, бо лише на початку січня 1919 р. С.Петлюра оголосив про об'єднання УНР і ЗУНР, що виникла по розпадові Австро-Угорщини. А офіційно договір про їх об'єднання було ратифіковано
на Софійському майдані у Києві за акту Соборності 22 січня 1919 р. Проте держави Антанти не визнали Директорію, і згодом під
їх тиском С.Петлюра змушений був визнати приналежність Західної України до Польщі.
Радянська пропаганда всіляко принижувала діяльність уряду УНР. Людям втовкмачували частівки на кшталт: «У вагоні — Директорія,
під вагоном — територія». До речі, у згаданому вагончику-пам'ятнику серед експонатів є листівка-звернення до селян під назвою
«Більшовицька брехня». Але для нинішнього покоління тодішній акт злуки був генеральною репетицією акту проголошення Незалежності України у серпні 1991, і саме про це нагадує вагон-пам'ятник на станції Фастів.

## Вагон Сталіна
В Горі (Грузія) поряд з музеєм Йосипу Сталіну встановлений спеціальний броньований пасажирський вагон, в якому Й.Сталін як головнокомандуючий у роки Другої світової війни здійснив поїздки в Тегеран, Ялту і Потсдам для участі в конференціях глав держав СРСР, Англії та США. Вагон темно-зеленого кольору.
Такі вагони — з великими приміщеннями для засідань, кімнатами-купе для відпочинку, кухнями — мали начальники залізниць і міністри транспорту. Вони, до речі, будувались ще за царських часів. Їх макети можна побачити в Петербурзі у Центральному музеї залізничного транспорту.
В Дніпропетровську встановлено пам'ятник-паротяг серії СО, який віз делегацію СРСР на мирну конференцію в Потсдамі в 1945.

## Вантажний вагон у Новоросійську
У Новоросійську на території між цементними заводами «Октябрь» та «Пролетарий» у 1942—1943 рр. проходила лінія оборони. Про кровопролитні бої, що тут точилися, нагадує встановлений 65 років тому вантажний вагон, у корпусі якого — 10 тис. пробоїн та вм'ятин від куль і осколків.

## Вагон санітарного поїзда в Саратові
У Саратові в музеї бойової слави на Соколиній горі увагу відвідувачів привертає незвичний експонат. Це один з вагонів військово-санітарного поїзда № 87, що був сформований у липні 1941 р. й брав активну участь, рухаючися по рокадній залізниці, в Сталінградській битві. Очолив цей поїзд капітан медичної служби Павло Табаков — батько відомого актора і режисера Олега Табакова.

## Вагон на станції ім. Тараса Шевченка
Чимало ретро-вагонів використовуються нині в Україні як приміщення залізничних музеїв. Так, на станції ім. Тараса Шевченка в дерев'яному пасажирському вагоні, збудованому в 1935 р.,
розміщено експонати музею Шевченківського залізничного вузла.

## Жалобний поїзд В.Леніна
А в Москві у спеціальному меморіальному павільйоні Павелецького вокзалу є музей під назвою «Жалобний поїзд В.Леніна» з паровозом С-245 та вагоном, у якому в 1924 після смерті його перевезли з Горок у Москву.

## Вагони бронепоїздів
Вагони, що входили до складу бронепоїздів «Кузьма Мінін» та
«Ілля Муромець», встановлені у Нижньому Новгороді й Муромі.

## Копія бронепоїзда «За Родину» у Луганську
А в музеї «Луганськ-тепловоза» є копія побудованого в роки вій-
ни бронепоїзда «За Родину».

## Бронепоїзд-пам'ятник у Каневі
Фрагмент бронепоїзда встановлено в Каневі, де зараз немає залізниці, але вона існувала у 1930-ті роки, а залізничний міст через Дніпро у Каневі було зруйновано у 1941 році.

## Джерело
- Віталій Гурнак, доктор економічних наук: «Вагони як символи історичних подій». Газета «Магістраль» № 100 (1579), 22—28 грудня 2010 р. Посилання[недоступне посилання з червня 2019]